# گورستان گروک
قبرستان گروک مربوط به دوره اشکانیان - سده‌های متاخر دوران‌های تاریخی پس از اسلام است و در شهرستان خاش، بخش نوک آباد، دهستان اسکل‌آباد، ۱ کیلومتری شمال روستای گروک واقع شده و این اثر در تاریخ ۲۷ اسفند ۱۳۸۶ با شمارهٔ ثبت ۲۲۶۳۱ به‌عنوان یکی از آثار ملی ایران به ثبت رسیده است.